# Pamela Kruse
Pamela Kruse (Miami, Estados Unidos, 3 de junio de 1950) es una nadadora estadounidense retirada especializada en pruebas de estilo libre larga distancia, donde consiguió ser subcampeona olímpica en 1968 en los 800 metros.

## Carrera deportiva
En los Juegos Olímpicos de México 1968 ganó la medalla de plata en los 800 metros estilo libre, con un tiempo de 9:35.7 segundos, tras su compatriota Debbie Meyer.
Y en los Juegos Panamericanos de 1967 celebrados en la ciudad canadiense de Winnipeg ganó dos oros —200 y 4x100 metros libre— y un bronce en 400 metros libre.